# Томас Пърси
То̀мас Пъ̀рси (на английски: Thomas Percy) е английски фолклорист и духовник.
Роден е на 13 април 1729 година в Бриджнорт, графство Шропшър, в семейството на магазинер. През 1750 година завършва Оксфордския университет, където през 1753 година защитава магистратура. След това заема духовни постове в различни части на Англия до 1782 година, когато става епископ на Дроумор в Северна Ирландия. Публикува няколко книги, но най-значимо е изданието „Реликви от древната английска поезия“, сборник със събрани и преработени от Пърси фолклорни балади, който оказва силно влияние върху английската поезия от следващите десетилетия.
Томас Пърси умира на 30 септември 1811 година в Дроумор.